# Tête de la Gandolière
Tête de la Gandolière – szczyt w Alpach Delfinackich, części Alp Zachodnich. Leży w południowo-wschodniej Francji na granicy regionów Owernia-Rodan-Alpy, przy granicy z Włochami. Szczyt można zdobyć ze schroniska Refuge Châtelleret (2232 m).